# Феліпе Лаутаро
Феліпе Лаутаро (мапунд. Леф Трару — Швидкий Яструб) (*1534 або 1535 —29 квітня 1557) — політичний (лонко) та військовий діяч (токі) племен мапуче під час першої стадії Арауканської війни проти іспанців.

## Життєпис
Був вихідцем із впливового арауканського роду спадкових вождів (лонко). Син вождя Куріньяку. Ще в юнацтві (у 1551 році), після загибелі батька, він потрапив у полон до іспанців і був призначений персональним конюхом Педро де Вальдівії, очільника іспанців у поході до Чилі. Йому надано ім'я Феліпе. Перебуваючи серед конкістадорів, Лаутаро навчився користуватися вогнепальною зброєю, ознайомився з воєнною тактикою ворога, а коли війна арауканів з колонізаторами спалахнула з новою силою, утік у 1553 році з полону і приєднався до повстанців на чолі з військовим вождем (токі) Кауполіканом, щоб передати своїм співвітчизникам усі набуті в іспанському полоні знання.
Його також обирають токі і заступником Кауполікана. Лаутаро відповідав за питання військового керівництва та масової агітації. Лаутаро знайшов застосування давній мисливській зброї — болеадоре, що складається з мотузки і двох кам'яних куль, прив'язаних до її кінців. Це знаряддя розкручували і кидали. За порадою Лаутаро вояки стали кидати болеадори в ноги коней, паралізуючи останніх, позбавляючи тим самим війська колонізаторів їхньої головної тактичної переваги — кавалерійського маневру. Сам Лаутаро володів мистецтвом верхової їзди, і захоплені його прикладом мапуче ставали спритними вершниками, що дозволило їм пізніше створити власну кавалерію. Лаутаро екіпірував своїх воїнів шкіряними кірасами, що добре витримували удар шпаги. Він знімав з коней підкови, які індіанці заточували і використовували як знаряддя праці. Шпаги, захоплені у супротивника, він прив'язував до списів, створюючи таким чином вельми ефективну зброю.
Сигналом до початку активної визвольної війни стали стріли з прикріпленими до них закривавленими ганчірками, які Лаутаро розіслав усім арауканським вождям. Гаслом арауканської антиколоніальної війни став заклик, кинутий Лаутаро: «За свободу необхідно боротися!».
Спочатку загони мапуче на чолі з Лаутаро оточили, а незабаром захопили іспанську фортецю Тукапель, розгромили містечко Ла-Імперіаль, а вже у січні 1554 року на південь від містечка Консепсьйон загін самого генерал-капітана де Вальдівії був оточений і поголовно винищений вояками Лаутаро. Останній заманив іспанців на лісисто-пагористу рівнину, де конкістадори не могли скористатися своєю головною ударною силою — закутою в залізо кіннотою. Наслідком стала цілковита перемога Лаутаро над розгубленими й дезорганізованими конкістадорами. Лише двом десяткам іспанців пощастило живими повернутися з цього походу. Педро де Вальдівію було захоплено й незабаром страчено.
Після цього загони Лаутаро захопили фортецю Пурен, знищивши іспанську залогу. Слідом за цим виступив проти нового очільника іспанців — Франсиско де Віягри, якому того ж року завдано поразки в битві при Маріуенью, знищивши половину ворожого війська.
В цей час серед мапуче спалахнула епідемія віспи. Тому Лаутаро не зміг завадити Віягри відновити фортеці Вальдівія і Ла-Імперіаль у 1554 році. У 1555 році іспанці відновили місто Консепсьйон, але незабаром його атакував Лаутаро, знищивши тамтешню залогу, з якої врятувалося 38 іспанців.
Наступним кроком Лаутаро стала підготовка до атаки на Сантьяго, але в цей час спалахнула епідемія тифу, що зменшила чисельність його війська з 4 тис. до 600 вояків (загалом від неї померло 80 % населення Арауканії). Тому у 1556 році на березі річки Матакіта заснував потужний табір. Того ж року відбив дві спроби іспанців знищити його. Після цього розпочав нову підготовку до атаки на Сантьяго.
Про це довідалися іспанці, а Педро де Віяґра рушив на допомогу Сантьяго. Іспанцям допоміг зрадник з племені пікунче: в обмін на золото він вказав стежку, що вела до табору Луатаро. 29 квітня 1557 року іспанці з пагорбів Цауне зробили несподівану атаку на загони мапуче. Ще на самому початку загинув Лаутаро, що зрештою вирішило битву, в якій мапуче зазнали нищівної поразки. Іспанці розшукали тіло свого заклятого ворога і вже мертвому відрубали голову. Щоб залякати індіанців, відрубану голову Лаутаро, за наказом де Вільягри, виставили на кафедральному майдані Сантьяго.